# 大学芸会
大学芸会（だいがくげいかい）は、女性アイドルグループ私立恵比寿中学のワンマンライブ。2012年から毎年12月頃に開催されている。
大学芸会などで披露される#派生ユニットや、ライブ「私立恵比寿中学合同出発式〜今、君がここにいる〜」などについても記述する。

## 概要
私立恵比寿中学（エビ中）のライブは学芸会と呼ばれるが、ライブの中でも大きなものは大学芸会と称される。毎年12月頃に開催されることが多い。
| タイトル | 開催日                                                                 | 会場                                           |
| --- | ---------------------------------------------------------------------- | ---------------------------------------------- |
| 私立恵比寿中学年忘れ大学芸会「エビ中のジャングル大冒険」                                                                                             | 2012年12月15日（土）                                                   | 中野サンプラザホール                           |
| 私立恵比寿中学年忘れ大学芸会2013「エビ中のスター・コンダクター」                                                                                     | 2013年12月8日（日）                                                    | さいたまスーパーアリーナ                       |
| 私立恵比寿中学合同出発式〜今、君がここにいる〜 | 2014年4月15日（火）                                                    | 日本武道館                                     |
| 私立恵比寿中学 東西大学芸会2014「エビ中のおもちゃビッグガレージ」                                                                                    | 2014年11月3日（月・祝） 2014年11月8日（土）                            | 横浜アリーナ ワールド記念ホール                |
| エビ中 真冬の北半キュリスマス エビ中 真夏の南半キュリスマス                                                                                          | 2014年12月19日（金） 2014年12月21日（日）                              | 有明コロシアム                                 |
| 私立恵比寿中学 年忘れ大学芸会2015「エビ中のオールアトラクスター」                                                                                    | 2015年12月12日（土） 2015年12月13日（日）                              | さいたまスーパーアリーナ                       |
| 私立恵比寿中学 クリスマス大学芸会2016「エビ中のオーシャンズガイド」                                                                                  | 2016年12月22日（木） 2016年12月23日（金・祝）                          | 国立代々木競技場第一体育館                     |
| 私立恵比寿中学迎春大学芸会 〜forever aiai〜 私立恵比寿中学新春大学芸会 〜ebichu pride〜                                                              | 2018年1月3日（水） 2018年1月4日（木）                                  | 日本武道館                                     |
| クリスマス大学芸会2018〜スイートハニーサンデー〜 クリスマス大学芸会2018〜ビターフローズンロール〜 クリスマス大学芸会2018〜スペシャルロイヤルケーキ〜 | 2018年12月23日（日・祝） 2018年12月24日（月・休） 2018年12月25日（火） | 幕張イベントホール                             |
| 私立恵比寿中学 バンドのみんなと大学芸会2019 エビ中のフルバッテリー・サラウンド                                                                       | 2019年12月20日（金） 2019年12月21日（土）                              | 幕張イベントホール                             |
| 私立恵比寿中学 バンドのみんなと大学芸会2020 エビ中とニューガムラッド                                                                                 | 2020年12月18日（金） 2020年12月26日（土） 2020年12月27日（日）         | 東京国際フォーラムホールA 東京ガーデンシアター |
| 私立恵比寿中学 大学芸会2021〜Reboot〜 | 2021年12月27日（月） 2021年12月28日（火）                              | 東京ガーデンシアター                           |
| 私立恵比寿中学 柏木ひなた卒業式「smile for you」 私立恵比寿中学 New style 大学芸会〜run in our ebichu family〜                                       | 2022年12月16日（金） 2022年12月17日（土）                              | 幕張イベントホール                             |
| 私立恵比寿中学 新春大学芸会2024〜高く飛ぶ竜と僕らのその先〜                                                                                          | 2024年1月6日（土） 2024年1月7日（日）                                  | ぴあアリーナMM                                 |
| 私立恵比寿中学15th Anniversary大学芸会2025〜LOVE&BRAVE〜                                                                                             | 2025年3月20日（木・祝）                                                | さいたまスーパーアリーナ                       |
| 私立恵比寿中学 小林歌穂卒業式「ぽ〜EVER ―消えない落書き―」 私立恵比寿中学 New style 大学芸会〜run in our ebichu family〜                             | 2025年6月28日（土） 2022年6月29日（日）                                | 幕張イベントホール                             |

| タイトル                                                                       | 発売日         | 規格品番・備考 |
| ------------------------------------------------------------------------------ | -------------- | --- |
| 私立恵比寿中学年忘れ大学芸会「エビ中のジャングル大冒険」                       | 2013年3月13日  | DFBL-7160〜1（2DVD 初回生産限定盤） DFBL-7162〜3（2DVD 通常盤） DFXL-20（Blu-ray 初回生産限定盤） DFXL-21（Blu-ray 通常盤） |
| 私立恵比寿中学年忘れ大学芸会2013「エビ中のスター・コンダクター」               | 2014年3月5日   | DFBL-7181〜2（2DVD） DFXL-37（Blu-ray）                                                                                     |
| 私立恵比寿中学 東西大学芸会2014「エビ中のおもちゃビッグガレージ」              | 2015年4月8日   | DFBL-7193〜7194（2DVD 通常盤） DFXL-44〜45（Blu-ray+CD 初回生産限定盤） DFXL-46（Blu-ray 通常盤）                           |
| 私立恵比寿中学 年忘れ大学芸会2015「エビ中のオールアトラクスター」              | 2016年4月20日  | SEXL-76（Blu-ray） |
| 私立恵比寿中学 クリスマス大学芸会2016「エビ中のオーシャンズガイド」            | 2017年4月19日  | SEXL-97〜98（Blu-ray+CD 初回生産限定盤） SEXL-99（Blu-ray 通常盤）                                                          |
| 私立恵比寿中学 大学芸会2018 in 日本武道館                                      | 2018年4月18日  | SEXL-116〜117（2Blu-ray）                                                                                                   |
| アルバム「playlist」（初回生産限定盤A）                                        | 2019年12月18日 | SECL-2520〜2521（CD+Blu-ray） Blu-rayに「クリスマス大学芸会2018 DAY3 〜スペシャルロイヤルケーキ〜」ライブ映像を収録         |
| 私立恵比寿中学 バンドのみんなと大学芸会2019 エビ中のフルバッテリー・サラウンド | 2020年12月16日 | SEXL-151〜154（2Blu-ray+2CD 初回生産限定盤） SEXL-155（Blu-ray 通常盤）                                                     |
| アルバム「私立恵比寿中学」（完全生産限定盤A）                                  | 2022年3月23日  | SECL-2740〜2741（CD+Blu-ray） Blu-rayに「大学芸会2021〜Reboot〜」DAY2のライブ映像を収録                                     |
| 私立恵比寿中学「柏木ひなた卒業式 & New style 大学芸会」                        | 2023年3月29日  | SEXL-205〜206（2Blu-ray）                                                                                                   |
| 私立恵比寿中学 新春大学芸会2024〜高く飛ぶ竜と僕らのその先〜                    | 2024年7月3日   | SEXL-297〜298（2Blu-ray 初回生産限定盤） SEXL-299（Blu-ray 通常盤）                                                         |

| タイトル                                                                              | 発売日         | ユニット名（ユニットメンバー）『収録曲』 |
| ------------------------------------------------------------------------------------- | -------------- | --- |
| エビ中のユニットアルバム 青年館盤                                                     | 2013年3月31日  | 1. ナツリカ（真山りか、杏野なつ）『これでいいのだ！』 2. スナックのママと流し（廣田あいか、ヒャダイン）『アンタ』 3. フリンデルガール（瑞季、星名美怜、鈴木裕乃）『神さまの言うとおり』 4. トリオ・ザ・インフルエンザ（松野莉奈、柏木ひなた、DJタミフル）『一生 一緒 いいっしょ？』 5. 安本彩花（※ソロ）『またあえるかな』 |
| エビ中のユニットアルバム サンプラザ盤                                                 | 2013年3月31日  | 1. トリオ・ザ・インフルエンザ（松野莉奈、柏木ひなた、DJタミフル）『そろそろくるぞ』 2. crossover（瑞季、廣田あいか）『Kindness』 3. スターナッツ（杏野なつ、星名美怜）『for you』 4. 鈴木さん安本さん（安本彩花、鈴木裕乃）『たそがれシアター』 5. ジャズ喫茶りか feat. ダンディ井上（真山りか、ダンディ井上）『老醜ブレイカー』 |
| エビ中のユニットアルバム さいたまスーパーアリーナ盤                                   | 2013年12月8日  | 1. くっつきブンブン（安本彩花、廣田あいか、松野莉奈、柏木ひなた）『いつかのメイドインジャピャ〜ン』 2. ホシナミレイ（星名美怜 ※ソロ）『キミに39』 3. おりじねぇたぁ（瑞季、真山りか）『アタリメ』 4. Postgirls（杏野なつ、鈴木裕乃）『友情ラブレター』 5. 私立恵比寿中学『フレ!フレ!サイリウム』 |
| エビ中のユニットアルバム さいたまスーパーアリーナ2015盤                               | 2015年12月12日 | 1. Micro Mix Mountain（小林歌穂、真山りか）『宇宙戦争宣戦布告』 2. 元祖トータルスロットル（安本彩花、星名美怜）『sky is the limit』 3. おひたし（廣田あいか、柏木ひなた）『光年の愛』 4. 狂騒と緊迫（松野莉奈、中山莉子）『アパレルダーV』 5. 廣田あいか（※ソロ）『ぁぃぁぃといく日本全国鉄道の旅』 6. 松野莉奈（※ソロ）『できるかな?』 7. 柏木ひなた（※ソロ）『Fantastic Baby Love』 8. 小林歌穂（※ソロ）『ぐらりぐら想い』 9. 中山莉子（※ソロ）『ペコペコリーヌ』                                                                         |
| 私立恵比寿中学 クリスマス大学芸会2016「エビ中のオーシャンズガイド」（初回生産限定盤） | 2017年4月19日  | Blu-ray初回生産限定盤に付属するCDに3曲を収録 1. ぷくぷく（真山りか、安本彩花、松野莉奈）『新大陸』 2. 平成いそきんトリオ（柏木ひなた、小林歌穂、中山莉子）『たまげた恋のエルニーニョ』 3. サンカクカニタさん（廣田あいか、星名美怜）『んでなークリスマス』 |
| アルバム「MUSiC」（初回生産限定盤B）                                                  | 2019年3月13日  | 2枚組CDのディスク2に3曲×3ユニットの計9曲を収録 「クリスマス大学芸会2018」で披露 1. （安本彩花、柏木ひなた）『中目黒の冬風…NAMIDA』 2. （真山りか、星名美怜）『b.l.a.c.k_h.O.l.e』 3. （小林歌穂、中山莉子）『リフレインが、ずっと』 4. （小林歌穂、中山莉子）『中目黒の冬風…NAMIDA』 5. （安本彩花、柏木ひなた）『b.l.a.c.k_h.O.l.e』 6. （真山りか、星名美怜）『リフレインが、ずっと』 7. （真山りか、星名美怜）『中目黒の冬風…NAMIDA』 8. （小林歌穂、中山莉子）『b.l.a.c.k_h.O.l.e』 9. （安本彩花、柏木ひなた）『リフレインが、ずっと』 |
| アルバム「indigo hour」                                                               | 2024年2月28日  | 高学年メンバー・低学年メンバーのユニット楽曲を収録 「新春大学芸会2024」で披露 7. 高学年メンバー（真山りか、安本彩花、星名美怜、小林歌穂、中山莉子）『Hello another world』 9. 低学年メンバー（桜木心菜、小久保柚乃、風見和香、桜井えま、仲村悠菜）『STAY POP』 |
| シングル「SCHOOL DAYS」                                                               | 2025年3月19日  | 同期メンバーごとに結成された4つのユニットを形態別で収録。 「大学芸会2025」で披露 0305盤（真山りか、安本彩花）『明日』 1112盤（小林歌穂、中山莉子）『君のそーゆーとこ』 131415盤（桜木心菜、小久保柚乃、風見和香）『王様の耳はパンの耳』 1617盤（桜井えま、仲村悠菜）『すたーてぃん』 |

## 2012年12月
私立恵比寿中学年忘れ大学芸会「エビ中のジャングル大冒険」は、2012年12月15日に東京・中野サンプラザホールで開催されたライブ。DVDとBlu-rayが2013年3月13日に発売された。

## 2013年12月
私立恵比寿中学年忘れ大学芸会2013「エビ中のスター・コンダクター」は、2013年12月8日に埼玉・さいたまスーパーアリーナで開催されたライブ。DVD（DFBL-7181〜2）とBlu-ray（DFXL-37）が2014年3月5日に発売された。 公式ティザー動画 - YouTube
DVD ディスク 1
1. Opening ~ short movie
2. 未確認中学生X 公式動画 - YouTube
3. えびぞりダイアモンド!!
4. R-O-B-O-C-K
5. あたしきっと無限ルーパー
6. 殺陣(宇宙怪人軍団vs未確認中学生)
7. 禁断のカルマ
8. 梅
9. 使ってポートフォリオ
10. MC
11. アタリメ / おりじねぇたぁ（瑞季・真山りかユニット）
12. 友情ラブレター / Postgirls（杏野なつ・鈴木裕乃ユニット）
13. キミに39 / ホシナミレイ（星名美怜ソロ）
14. いつかのメイドインジャピャ〜ン / くっつきブンブン（安本彩花・廣田あいか・松野莉奈・柏木ひなたユニット）
15. 休憩/体操 VTR
16. ebiture
17. I’m your MANAGER!!!
18. 誘惑したいや
19. 大人はわかってくれない
20. 池ちゃん登場 + MC
21. U.B.U. (special guest 池田貴史(レキシ))
22. 頑張ってる途中 (special guest 池田貴史(レキシ))
23. 池ちゃん退場 + MC
24. いい湯かな?

DVD ディスク 2
1. 仮契約のシンデレラ
2. 売れたいエモーション!
3. 放課後ゲタ箱ロッケンロールMX
4. Lon de Don
5. MC ~ アンコール
6. ebiture
7. 踊るガリ勉中学生
8. 手をつなごう
9. フレ!フレ!サイリウム
10. 永遠に中学生
11. MC ~ Ending

Blu-ray
1 - 35. DVDと同じ曲順
| 出席番号 | 名前       | 学年 | 学年カラー |
| -------- | ---------- | ---- | ---------- |
| 1番      | 瑞季       | 中5  | 青         |
| 3番      | 真山りか   | 中5  | 青         |
| 4番      | 杏野なつ   | 中4  | ピンク     |
| 5番      | 安本彩花   | 中3  | 緑         |
| 6番      | 廣田あいか | 中3  | 緑         |
| 7番      | 星名美怜   | 中4  | ピンク     |
| 8番      | 鈴木裕乃   | 中4  | ピンク     |
| 9番      | 松野莉奈   | 中3  | 緑         |
| 10番     | 柏木ひなた | 中3  | 緑         |

### エビ中のユニットアルバム さいたまスーパーアリーナ盤
エビ中のユニットアルバム さいたまスーパーアリーナ盤は、私立恵比寿中学年忘れ大学芸会2013「エビ中のスター・コンダクター」に合わせてリリースされた私立恵比寿中学のユニット・アルバム。2013年12月8日に会場＆通販限定で発売された。
1. いつかのメイドインジャピャ〜ン - くっつきブンブン（安本彩花、廣田あいか、松野莉奈、柏木ひなた）
作詞・作曲・編曲：久保田真悟（Jazzin' park）・栗原暁（Jazzin'park）
ユニット名は4人とも学年が「くっついている（同じ）」ことや、楽屋でいつも「くっついている」ことなどに由来。
初披露後はくっつきブンブンを中心に、他のエビ中メンバーを加えた形で「ファミえん」などの公演で披露されている。
松野の逝去後、「私立恵比寿中学 迎春大学芸会〜forever aiai〜」にてユニットとして復活。松野パートは過去の映像と音声を組み込んだ。
廣田の転校後は、2019年と2021年のFCイベントにて、残る6人のメンバーで歌詞を振り分けた形で披露されている[注 1]。
2. キミに39 - ホシナミレイ（星名美怜 ソロ）
作詞・作曲・編曲：浅利進吾
「私立恵比寿中学秋のツアー2018～9年目、義務教育からの卒業～」の座間公演にて、エビ中メンバー6人に歌詞を振り分けた形でダブルアンコールとして披露された。
3. アタリメ - おりじねぇたぁ（瑞季、真山りか）
作詞：NA.ZU.NA、作曲：NA.ZU.NA・Jam9、編曲：NA.ZU.NA
2人ともグループの初期メン（オリジナル）であることがユニット名の由来。
4. 友情ラブレター - Postgirls（杏野なつ、鈴木裕乃）
作詞・作曲・編曲：KOH
ユニット名は2人の楽曲タイトルから。お手紙を運ぶ郵便局員＝「Postman」に由来。
5. フレ!フレ!サイリウム - 私立恵比寿中学
作詞・作曲・編曲：ヤナガワタカオ
ベストアルバム「中辛」〜エビ中のワクワクベスト〜（2016年）に8人バージョンの『フレ!フレ!サイリウム(中辛ver.)』が収録

## 私立恵比寿中学合同出発式〜今、君がここにいる〜
私立恵比寿中学合同出発式〜今、君がここにいる〜は、私立恵比寿中学が2014年4月15日に東京・日本武道館で開催したライブ。瑞季、杏野なつ、鈴木裕乃の3人がこの公演をもって転校した。DVDとBlu-rayが2014年8月27日に発売された。
初回生産限定盤には、小林歌穂・中山莉子の初公演となる2014年3月21日にグランキューブ大阪で行われた「私立恵比寿中学 Luck To The Future PART2」のLIVE映像、11人全員での貴重なインタビューを含むLIVEメイキング、転校するメンバーへサプライズで贈られたこの日限りのメモリアルソング「Dear Dear Dear」のCDを収録（作詞・作曲・編曲：田村歩美）。
映像作品の規格品番は、DVD初回生産限定盤：DFBL-7183〜7187、Blu-ray初回生産限定盤：DFXL-38〜40、DVD通常版：DFBL-7188〜7189、Blu-ray通常盤：DFXL-41。
DVD ディスク 1（2014年4月15日収録 日本武道館）
1. オープニングVTR
2. ebiture
3. エビ中一週間
4. サクラ・ゴーラウンド
5. ほぼブラジル
6. オーマイゴースト?~わたしが悪霊になっても~
7. MC (自己紹介)
8. 禁断のカルマ
9. Another Day
10. I’m your MANAGER!!!
11. 頑張ってる途中
12. MC (フリートーク1)
13. 結果オーライ
14. ザ・ティッシュ~とまらない青春~
15. 梅
16. 放課後ゲタ箱ロッケンロールMX
17. MC (フリートーク2)
18. 未確認中学生X
19. 使ってポートフォリオ
20. 誘惑したいや
21. 大人はわかってくれない
22. スターダストライト

DVD ディスク 2（2014年4月15日収録 日本武道館）
1. 転換VTR
2. またあえるかな
3. フレ!フレ!サイリウム
4. 約束
5. MC (転校メンバーからのメッセージ)
6. Dear Dear Dear
7. えびぞりダイアモンド!!
8. MC (本編締めの挨拶)
9. アンコール
10. ebiture
11. Go!Go!Here We Go!ロック・リー
12. Lon de Don
13. 仮契約のシンデレラ
14. イッショウトモダチ
15. また明日
16. MC (転校メンバー最後の挨拶)
17. ファミえん発表 サプライズVTR ~エンディング

DVD ディスク 3（初回生産限定盤のみ、2014年3月21日収録 グランキューブ大阪）
1. オープニング ~ebiture
2. 仮契約のシンデレラ
3. もっと走れっ!!
4. 売れたいエモーション!
5. サクラ・ゴーラウンド
6. 梅
7. MC (自己紹介)
8. 使ってポートフォリオ
9. U.B.U.
10. チャイム!
11. えびぞりダイアモンド!!
12. 誘惑したいや
13. MC (フリートーク1)
14. 禁断のカルマ
15. 未確認中学生X
16. Lon de Don
17. ザ・ティッシュ~とまらない青春~
18. 頑張ってる途中
19. MC (フリートーク2)
20. 手をつなごう
21. 永遠に中学生
22. フレ!フレ!サイリウム
23. 大人はわかってくれない
24. MC ~アンコール

DVD ディスク 4（初回生産限定盤のみ、2014年3月21日収録 グランキューブ大阪）
1. アンコール ~転換V
2. MC (アンコール曲決め)
3. フレ!フレ!サイリウム
4. ザ・ティッシュ~とまらない青春~
5. バタフライエフェクト
6. MC (締めの挨拶) ~エンディング

CD（DVDとBlu-rayの初回生産限定盤に付属）
1. Dear Dear Dear
作詞・作曲・編曲：田村歩美

Blu-ray ディスク 1
1 - 39. DVDディスク1・2と同じ曲順
Blu-ray ディスク 2（初回生産限定盤のみ）
1 - 30. DVDディスク3・4と同じ曲順

## 2014年11月
私立恵比寿中学 東西大学芸会2014「エビ中のおもちゃビッグガレージ」は、2014年11月3日に神奈川・横浜アリーナ、2014年11月8日に兵庫・ワールド記念ホールで開催されたライブ。DVD（DFBL-7193）とBlu-ray（初回生産限定盤：DFXL-44〜46）が2015年4月8日に発売された。公式SPOT動画 - YouTube
Blu-ray初回生産限定盤には、2014年12月19日・21日の2日間にわたって有明コロシアムで行われたクリスマスライブの音源CDを収録。
DVD ディスク 1 （2014年11月3日収録）
1. オープニング 〜VTR
2. ハイタテキ!
3. えびぞりダイアモンド!!
4. オーマイゴースト?〜わたしが悪霊になっても〜
5. Go!Go!Here We Go!ロック・リー
6. MC(自己紹介)
7. I can't stop the loneliness
8. 梅
9. 未確認中学生 X
10. バタフライエフェクト
11. MC(フリートーク)
12. キミに39 / 星名美怜ソロ
13. ぐらりぐら想い / 小林歌穂ソロ
14. Fantastic Baby Love / 柏木ひなたソロ
15. ぁぃぁぃといく日本全国鉄道の旅 / 廣田あいかソロ
16. 転換VTR(休憩タイム)
17. 踊るガリ勉中学生
18. スターダストライト
19. アンコールの恋
20. 誘惑したいや
21. I'm your MANAGER!!!

DVD ディスク 2 （2014年11月3日収録）
1. ebiture
2. ラブリースマイリーベイビー
3. Lon de Don
4. 涙は似合わない
5. 仮契約のシンデレラ
6. フレ!フレ!サイリウム
7. 幸せの貼り紙はいつも背中に
8. MC(本編締めの挨拶) 〜アンコール
9. 大漁恵比寿節
10. ザ・ティッシュ〜とまらない青春〜
11. 放課後ゲタ箱ロッケンロール MX 公式動画 - YouTube
12. 頑張ってる途中
13. MC(エンディング)
14. ペコペコリーヌ / 中山莉子ソロ （2014年11月8日収録）
15. できるかな？ / 松野莉奈ソロ （2014年11月8日収録）
16. またあえるかな / 安本彩花ソロ （2014年11月8日収録）
17. Liar Mask / 真山りかソロ （2014年11月8日収録）
18. メイキング オブ おもちゃビッグガレージ in 横アリ

Blu-ray
DVD ディスク1-2の内容を収録
CD（Blu-ray 初回限定盤 特典）
1. 大人はわかってくれない (『エビ中 真冬の北半キュリスマス』 2014年12月19日)
2. アンコールの恋 (『エビ中 真冬の北半キュリスマス』 2014年12月19日)
3. 禁断のカルマ (『エビ中 真冬の北半キュリスマス』 2014年12月19日)
4. スターダストライト (『エビ中 真冬の北半キュリスマス』 2014年12月19日)
5. U.B.U. (『エビ中 真冬の北半キュリスマス』 2014年12月19日)
6. 手をつなごう (『エビ中 真冬の北半キュリスマス』 2014年12月19日)
7. フレ!フレ!サイリウム (『エビ中 真冬の北半キュリスマス』 2014年12月19日)
8. 永遠に中学生 (『エビ中 真冬の北半キュリスマス』 2014年12月19日)
9. バタフライエフェクト (『エビ中 真夏の南半キュリスマス』 2014年12月21日)
10. ラブリースマイリーベイビー (『エビ中 真夏の南半キュリスマス』 2014年12月21日)
11. あるあるフラダンス (『エビ中 真夏の南半キュリスマス』 2014年12月21日)
12. ザ・ティッシュ〜とまらない青春〜 (『エビ中 真夏の南半キュリスマス』 2014年12月21日)
13. 売れたいエモーション! (『エビ中 真夏の南半キュリスマス』 2014年12月21日)
14. Lon de Don (『エビ中 真夏の南半キュリスマス』 2014年12月21日)
15. 揚げろ!エビフライ (『エビ中 真夏の南半キュリスマス』 2014年12月21日)
16. ほぼブラジル (『エビ中 真夏の南半キュリスマス』 2014年12月21日)

### 2014年12月のクリスマスライブ
エビ中 真冬の北半キュリスマス（2014年12月19日）、エビ中 真夏の南半キュリスマス（2014年12月21日）は、に東京・有明コロシアムで開催されたクリスマスコンサート。一部生バンド編成で行われた。
Blu-ray私立恵比寿中学 東西大学芸会2014「エビ中のおもちゃビッグガレージ」の初回生産限定盤Blu-rayにライブ音源CDが収録されている。

## 2015年12月
私立恵比寿中学 年忘れ大学芸会2015「エビ中のオールアトラクスター」は、2015年12月12-13日の2日間、埼玉・さいたまスーパーアリーナで開催されたライブ。Blu-ray（SEXL-76）が2016年4月20日に発売された。 公式動画 - YouTube
Blu-ray
1. Opening 〜 Short movie
2. ポンパラ ペコルナ パピヨッタ
3. あたしきっと無限ルーパー 〜 金八DANCE MUSIC 〜 使ってポートフォリオ 〜 金八DANCE MUSIC
4. こりゃめでてぇな
5. 未確認中学生X
6. MC
7. キラキラネスキラネス
8. 禁断のカルマ
9. 放課後ゲタ箱ロッケンロールMX
10. 殺陣（宇宙獣の大群vsスーパー中学生）
11. キングオブ学芸会のテーマ〜Nu Skool Teenage Riot〜
12. テブラデスキー〜青春リバティ〜
13. MC
14. sky is the limit / 元祖トータルスロットル（安本彩花・星名美怜ユニット）
15. アパレルダーV / 狂騒と緊迫（松野莉奈・中山莉子ユニット）
16. 宇宙戦争宣戦布告 / Micro Mix Mountain（真山りか・小林歌穂ユニット）
17. 光年の愛 / おひたし（廣田あいか・柏木ひなたユニット）
18. MC
19. ebiture
20. 仮契約のシンデレラ
21. アンコールの恋
22. フユコイ
23. PLAYBACK
24. MC
25. ハイタテキ！
26. ちちんぷい
27. 涙は似合わない
28. フレ!フレ!サイリウム
29. スーパーヒーロー
30. MC 〜 Ending movie 〜 アンコール
31. matsuriture
32. ラブリースマイリーベイビー
33. 買い物しようと町田へ
34. 永遠に中学生
35. MC 〜 Ending
36. メイキング・オブ・オールアトラクスター

| 出席番号 | 名前       | 学年 | メンバーカラー |
| -------- | ---------- | ---- | -------------- |
| 3番      | 真山りか   | 中7  | 紫             |
| 5番      | 安本彩花   | 中5  | 緑             |
| 6番      | 廣田あいか | 中5  | 黄緑           |
| 7番      | 星名美怜   | 中6  | ピンク         |
| 9番      | 松野莉奈   | 中5  | 青             |
| 10番     | 柏木ひなた | 中5  | オレンジ       |
| 11番     | 小林歌穂   | 中3  | 黄色           |
| 12番     | 中山莉子   | 中3  | 水色           |

### エビ中のユニットアルバム さいたまスーパーアリーナ2015盤
エビ中のユニットアルバム さいたまスーパーアリーナ2015盤は、私立恵比寿中学 年忘れ大学芸会2015「エビ中のオールアトラクスター」に合わせてリリースされた私立恵比寿中学のユニット・アルバム。2015年12月12日に会場＆通販限定で発売された。
1. 宇宙戦争宣戦布告 - Micro Mix Mountain（小林歌穂、真山りか）
作詞・作曲：クボナオキ、編曲：鈴木Daichi秀行
ユニット名は「小林（＝Micro）」と「真山（＝Mountain）」が由来。
2. sky is the limit - 元祖トータルスロットル（安本彩花、星名美怜）
作詞：藤本和則・Akira&、作曲：藤本和則・羽山匠、編曲：ALKA-LINE for D.O.C.
詳しいユニット名の由来は不明だが、グループの中で、より歌やダンスに対して全力（フルスロットル）で取り組んでいることが由来のひとつ。
3. 光年の愛 - おひたし（廣田あいか、柏木ひなた）
作詞・作曲：小倉しんこう、編曲：梅原新
ユニット名は「ひろた（廣田）」と「ひなた」で「ひ」を足していっていることに由来。
廣田転校前の、2017年12月17日の大阪・放送芸術学院専門学校にて行われたトークショーでサプライズ披露。
4. アパレルダーV - 狂騒と緊迫（松野莉奈、中山莉子）
作詞・作曲・編曲：大内正徳
2人の性格がユニット名の由来（「狂騒」＝騒がしい＝松野。「緊迫」＝緊張しい＝中山）。
5. ぁぃぁぃといく日本全国鉄道の旅 - 廣田あいか（ソロ）
作詞・作曲・編曲：前山田健一
6. できるかな? - 松野莉奈（ソロ）
作詞・作曲：大内正徳
7. Fantastic Baby Love - 柏木ひなた（ソロ）
作詞・作曲：山口朗彦
8. ぐらりぐら想い - 小林歌穂（ソロ）
作詞：鈴木まなか、作曲：鈴木まなか・Hiroki Sagawa、編曲：Hiroki Sagawa
9. ペコペコリーヌ - 中山莉子（ソロ）
作詞：YUI（バクバクドキン）、作曲・編曲：U-re:x

## 2016年12月
私立恵比寿中学 クリスマス大学芸会2016「エビ中のオーシャンズガイド」は、2016年12月22-23日の2日間、東京・国立代々木競技場第一体育館で開催されたライブ。Blu-rayが2017年4月19日に発売された（初回生産限定盤：SEXL-97〜98、通常版：SEXL-99）。
初回生産限定盤にはメンバー内ユニット「ぷくぷく」「サンカクカニタさん」「平成いそきんトリオ」のユニットCDを収録。
ライブ開催後の2017年2月8日に松野莉奈が死去したため、松野が生前に参加した最後の大学芸会となった。なお、上記の通りBlu-rayの発売は松野の没後である。
Blu-ray
1. Opening 〜 Short movie
2. Thanks! Merry Christmas K
3. あたしきっと無限ルーパー
4. 未確認中学生X
5. 参枚目のタフガキ
6. MC 自己紹介
7. ゼッテーアナーキー
8. きっとインフィニティー！
9. キングオブ学芸会のテーマ〜Nu Skool Teenage Riot〜
10. 仮契約のシンデレラ
11. 手をつなごう
12. 転換VTR①
13. 新大陸 / ぷくぷく（真山りか・安本彩花・松野莉奈ユニット）
14. たまげた恋のエルニーニョ / 平成いそきんトリオ（柏木ひなた・小林歌穂・中山莉子ユニット）
15. んでなークリスマス / サンカクカニタさん（廣田あいか・星名美怜ユニット）
16. 転換VTR②
17. CHAN-CHARA-CHAN
18. テブラデスキー〜青春リバティ〜
19. 中人DANCE MUSIC
20. フレ!フレ!サイリウム
21. MC
22. イイトモ
23. PLAYBACK
24. 全力☆ランナー
25. まっすぐ
26. MC
27. サドンデス
28. MISSION SURVIVOR
29. ちちんぷい
30. 春休みモラトリアム中学生
31. MC 〜 アンコール
32. matsuriture
33. こりゃめでてぇな
34. ポップコーントーン
35. 永遠に中学生
36. MC 〜 Ending
37. メイキング・オブ・オーシャンズガイド

CD（初回生産限定盤）
1. 新大陸／ぷくぷく（真山りか、安本彩花、松野莉奈）
作詞・作曲・編曲：さつきがてんこもり
ユニット名は作曲者：さつきがてんこもりが命名。イメージはクマノミ。
2. たまげた恋のエルニーニョ／平成いそきんトリオ（柏木ひなた・小林歌穂・中山莉子）
作詞・作曲：尾形回帰、編曲：西井慶太・武田将幸・ハジメタル
ユニット名は作曲者：尾形回帰が命名。イメージはいそぎんちゃく。
2017年10月26日に行われた「中山莉子の生誕祭。」では、この曲を中山一人で歌い上げた。
3. んでなークリスマス／サンカクカニタさん（廣田あいか・星名美怜）
作詞：オークラ、作曲：角田晃広・カンケ、編曲：柏崎三十郎
ユニット名は作曲者：角田晃広（東京03）が命名。イメージはカニ。

## 2018年1月
私立恵比寿中学 大学芸会2018 in 日本武道館は、2018年1月3-4日の2日間、東京・日本武道館で開催されたライブ。Blu-ray（SEXL-116〜117）が2018年4月18日に発売された。
ライブタイトルは、廣田あいか転校公演となった1月3日が「私立恵比寿中学迎春大学芸会 〜forever aiai〜」、6人体制での初ライブとなった1月4日が「私立恵比寿中学新春大学芸会 〜ebichu pride〜」。 公式ティザー動画 - YouTube
ディスク 1 （2018年1月3日収録）
1. 開演前 ちゅうえいさんリポート
2. オープニング VTR
3. ポップコーントーン
4. YELL
5. 転換 VTR-1
6. きっとインフィニティー!
7. EBINOMICS
8. 売れたいエモーション!
9. MC
10. 全力☆ランナー
11. フユコイ
12. なないろ
13. 感情電車
14. 転換 VTR-2
15. ebiture
16. MISSION SURVIVOR
17. 大漁恵比寿節
18. 金八DANCE MUSIC 公式動画 - YouTube
19. MC (安本,廣田,柏木)
20. いつかのメイドインジャピャ〜ン / くっつきブンブン
21. HOT UP!!!
22. サドンデス
23. MC
24. ちちんぷい
25. CHAN-CHARA-CHAN
26. 幸せの貼り紙はいつも背中に
27. 転換 VTR-3
28. まっすぐ
29. 靴紐とファンファーレ
30. お願いジーザス
31. MC
32. 大人はわかってくれない
33. 放課後ゲタ箱ロッケンロール MX
34. アンコール
35. シンガロン・シンガソン
36. えびぞりダイアモンド!!
37. ラブリースマイリーベイビー
38. MC 〜 ダブルアンコール
39. シンガロン・シンガソン
40. MC 〜 エンディング

ディスク 2 （2018年1月4日収録）
1. オープニング VTR
2. ebiture
3. シンガロン・シンガソン (ebichu pride ver.)
4. YELL
5. Go!Go!Here We Go!ロック・リー
6. エビ中一週間
7. MC 自己紹介
8. 未確認中学生X
9. ハイタテキ!
10. 藍色のMonday
11. 紅の詩
12. MC (星名,小林,中山)
13. 仮契約のシンデレラ
14. チャイム!
15. なないろ
16. 頑張ってる途中
17. MC (真山,安本,柏木)
18. あたしきっと無限ルーパー
19. 制服“報連相”ファンク
20. EBINOMICS 公式動画 - YouTube
21. サドンデス
22. 転換 VTR
23. 響 MV - YouTube
24. 春の嵐
25. 日進月歩
26. 君のままで
27. MC
28. 涙は似合わない
29. 手をつなごう
30. 靴紐とファンファーレ
31. スーパーヒーロー
32. MC 〜 アンコール
33. えびぞりダイアモンド!!
34. ゼッテーアナーキー
35. HOT UP!!!
36. 感情電車
37. 永遠に中学生
38. MC 〜 エンディング
39. メイキング・オブ・大学芸会2018正月 (特典映像)

## 2018年12月
2018年12月にライブ「クリスマス大学芸会2018」を3日間、千葉・幕張イベントホールで開催した。
ライブタイトルは、12月23日が「クリスマス大学芸会2018〜スイートハニーサンデー〜」、12月24日が「クリスマス大学芸会2018〜ビターフローズンロール〜」、12月25日が「クリスマス大学芸会2018〜スペシャルロイヤルケーキ〜」。
6thアルバム「playlist」（初回生産限定盤A）にライブ映像が収録。ユニット曲は5thアルバム「MUSiC」（初回生産限定盤B）のCD2に収録されている。

## 2019年12月
「私立恵比寿中学 バンドのみんなと大学芸会2019 エビ中のフルバッテリー・サラウンド」は、12月20-21日の2日間、千葉・幕張イベントホールで開催されたライブ。総勢13名のバンド編成で行われた。2020年4月18日にはライブ・アルバム（完全生産限定版SEC7-8）が発売された。
2020年12月16日にはBlu-ray（初回生産限定盤SEXL-151〜154、通常盤SEXL-155）が発売された。ライブ映像には特典映像として「愛のレンタル」のパフォーマンスを各メンバーごとに追った「推しカメラ」映像5種を収録している。
さらにBlu-ray初回生産限定盤には、安本彩花のヴォーカルを追加レコーディングしメンバー6人のヴァージョンとした「バンドのみんなと大学芸会2019 エビ中のフルバッテリー・サラウンド〜スペシャル・エディション〜」（2CD）と、「夏だぜジョニー」（2015年）から「23回目のサマーナイト」（2020年）まで全23曲のミュージック・クリップ集にメンバーの最新撮り下ろし映像で「エピソードと注釈」を加えた「EPI・CHU・CLIPS〜エビ中のエピ注〜」（Blu-ray）を収録。クリップ集には未発表となっていた「梅 ( 令和ver. )」のフルサイズ版も収録されている。
ライブアルバム ディスク 1（2019年12月21日収録）
1. ebiture
2. 半世紀優等生／五五七二三二〇
3. Family Complex
4. イート・ザ・大目玉
5. 放課後ゲタ箱ロッケンロールMX
6. YELL
7. 踊るガリ勉中学生
8. 梅
9. 青い青い星の名前
10. 愛のレンタル [24]
11. シンガロン・シンガソン
12. ちがうの
13. キャンディロッガー
14. 紅の詩
15. 自由へ道連れ
16. フユコイ
17. まっすぐ

ライブアルバム ディスク 2（2019年12月21日収録）
1. 星の数え方
2. 曇天
3. HISTORY
4. 涙は似合わない
5. MISSION SURVIVOR
6. PANDORA
7. HOT UP!!!
8. オメカシ・フィーバー 公式動画 - YouTube
9. 元気しかない!〜サドンデス 公式ティザー動画 - YouTube
10. ジャンプ 公式動画 - YouTube
11. COLOR (EBICHU ver.)
12. 永遠に中学生
13. なないろ

バンドメンバー
音楽監督：橋本しん(Sin)
Bass / BandMaster：島本道太郎
Drums：原 治武
Guitar：佐々木 望
Guitar：三沢崇篤
Keyboard：金沢法皇
Sax：かわ島崇文
Trumpet：ルイス・バジェ
Trumpet：丸木英治
Trombone：鈴木大納言
1st Violin：島田光理
2nd Violin：加藤かな子
Viola：筒田咲紀
Cello：岡本梨紗子

## 2020年12月
2020年12月に「私立恵比寿中学 バンドのみんなと大学芸会2020 エビ中とニューガムラッド」3公演が開催された。出演メンバーは活動休止中の安本彩花を除く5人。田村歩美（たむらぱん）が全公演に、12月27日の公演にはオリビア・バレール、吉澤嘉代子がゲストとして出演した。
開催日程
2020年12月18日：東京国際フォーラムホールA
2020年12月26日：東京ガーデンシアター
2020年12月27日：東京ガーデンシアター
バンドメンバー
Arrangement / 音楽監督：橋本しん（Sin）
Keyboard：鈴木栄奈
Bass：高原未奈（ex-真空ホロウ）
Drums：MIZUKI（真空ホロウ）
Guitar：YASHIRO
Guitar：瀬川千鶴
Saxophone：中村有里
Trumpet：山崎千裕
Trumpet：レイチェル
Trombone：石橋采佳
1st Violin：島田光理
2nd Violin：加藤かな子
Viola：筒田咲紀
Cello：大浦萌

## 2021年12月
2021年12月27-28日に「私立恵比寿中学 大学芸会2021〜Reboot〜」が東京・東京ガーデンシアターで開催された。同年5月に転入（加入）した新メンバー3人（桜木心菜、小久保柚乃、風見和香）にとって初の大学芸会である。
2022年3月23日に発売されたアルバム「私立恵比寿中学」の完全生産限定盤Aに、DAY2のライブ映像を収録したBlu-rayが付属する。

## 2022年12月
2022年12月16日に「私立恵比寿中学 柏木ひなた卒業式「smile for you」」が千葉・幕張メッセ イベントホールで開催され、柏木ひなたがこの公演をもってエビ中を卒業した。
翌12月17日に「私立恵比寿中学 New style 大学芸会〜run in our ebichu family〜」が同会場で開催され、2022年10月に発表された新メンバー2人（桜井えま・仲村悠菜）を含む10人体制での初ライブとなった。
2023年3月29日に映像作品「柏木ひなた卒業式 & New style 大学芸会」（2BD、SEXL-205 - SEXL-206）が発売された。

## 2024年1月
2024年1月6-7日に「私立恵比寿中学 新春大学芸会2024〜高く飛ぶ竜と僕らのその先〜」が神奈川・ぴあアリーナMMで開催された。
大学芸会2日目終演後（2024年1月7日深夜）に、東京・Spotify O-nestにてライブナタリーとAOI Pro.によるオールナイトイベント「エビ中の居残り授業 〜放課後DJスクラッチ!!〜」（夜エビ）が開催された。「エビ中を爆音で聴く」「大学芸会を振り返る」をコンセプトに、私立恵比寿中学公認のDJ＋トークイベントとして行われ、DJとしてDÉ DÉ MOUSE / CMJK / 尾形回帰（HERE） / ぽっぽa.k.a.かーりん が出演、トークにCMJK / カミヤサキ / 古正寺恵巳 / 尾形回帰（HERE）が出演する。なお、深夜公演のため中学1-3年生を含む18歳未満は入場不可である。
2024年7月3日に映像作品「私立恵比寿中学 新春大学芸会2024〜高く飛ぶ竜と僕らのその先〜」が初回生産限定盤（SEXL-297〜298／2BD + フォトブック）、通常盤（SEXL-299／Blu-ray + ブックレット）の2形態で発売された。。初回生産限定盤には新春大学芸会2024のメイキング映像、DAY2のみパフォーマンスしたライブ映像、「オケラディスコ2023」（@東京国際フォーラム ホールA）ライブダイジェスト映像を収録したBlu-rayが付属する。

## 2025年3月
2025年3月20日に「私立恵比寿中学15th Anniversary大学芸会2025〜LOVE&BRAVE〜」が埼玉・さいたまスーパーアリーナにて開催された。グループとしては2015年12月以来、約9年3ヶ月ぶりに同会場で開催した大学芸会となった。本公演はグループとして過去最多の1万5000人を動員した。
2025年9月3日に映像作品「私立恵比寿中学15th Anniversary大学芸会2025〜LOVE&BRAVE〜」が初回生産限定盤（SEXL-327〜328／2BD + フォトブック）、通常盤（SEXL-329）の２形態で発売予定。
| 出席番号 | 名前       | 学年 | メンバーカラー |
| -------- | ---------- | ---- | -------------- |
| 3番      | 真山りか   | 中16 | 紫             |
| 5番      | 安本彩花   | 中14 | 緑             |
| 11番     | 小林歌穂   | 中12 | 黄色           |
| 12番     | 中山莉子   | 中12 | 水色           |
| 13番     | 桜木心菜   | 中7  | 赤             |
| 14番     | 小久保柚乃 | 中6  | ライトグリーン |
| 15番     | 風見和香   | 中5  | 白             |
| 16番     | 桜井えま   | 中5  | ハニーオレンジ |
| 17番     | 仲村悠菜   | 中5  | ミルクティー   |

## 2025年6月
2025年6月28日に「私立恵比寿中学 小林歌穂卒業式「ぽ〜EVER ―消えない落書き―」」が千葉・幕張メッセ イベントホールで開催され、小林歌穂がこの公演をもってグループを卒業した。
翌6月29日に「私立恵比寿中学 新体制始業式「GOLDEN EIGHT ―new again―」」が同会場で開催され、新8人体制のお披露目となった。

## 派生ユニット
小目次: 2012年7月（2020年2月） - 2012年12月 - 2013年12月 - （ひなたでまつの） - 2015年12月 - 2016年12月 - 2018年12月 - 2024年1月 - 2025年3月
大学芸会などで披露されていたユニットについて、ユニットが披露された主な公演ごとに分類して記す。
| ユニット名                 | メンバー                       | 楽曲                                                                                                   | 備考 |
| -------------------------- | ------------------------------ | --- | --- |
| ナツリカ                   | 杏野なつ 真山りか              | これでいいのだ! （作詞・作曲：Orito、編曲：立山秋航）                                                  | |
| フリンデルガール           | 瑞季 鈴木裕乃 星名美怜         | 神さまの言うとおり （作詞：辻純更、作曲：上田晃司、編曲：草野よしひろ）                                | ユニット名の詳しい由来は不明だが、「フリンデル」はオランダ語で「蝶」を意味する。 2015年10月10日開催の「自習vol.4」と2018年12月23日開催の「クリスマス大学芸会2018 DAY1 ～スイートハニーサンデー～」にて、新たにエビ中メンバー全員に歌詞を振り分けた形で披露された。 |
| トリオ・ザ・インフルエンザ | 松野莉奈 柏木ひなた DJタミフル | 一生 一緒 いいっしょ? （作詞・作曲・編曲：前山田健一） そろそろくるぞ （作詞・作曲・編曲：前山田健一） | DJタミフルがインフルエンザに罹患し、近々で松野・柏木に伝染した、というエピソードがユニット名の由来。 2021年9月現在、複数の楽曲が制作されている唯一のユニット（2018年の日替わり曲は除く）。                                                                         |

| ユニット名                              | メンバー                       | 楽曲                  | 備考                                                                                               |
| --------------------------------------- | ------------------------------ | --------------------- | -------------------------------------------------------------------------------------------------- |
| リコリカ                                | 真山りか 中山莉子              | これでいいのだ!       | 「ナツリカ」のメンバーだった杏野なつに代わり、新たに中山莉子を加え再結成。                         |
| ニューフリンデルガール                  | 星名美怜 小林歌穂 中山莉子     | 神さまの言うとおり    | 「フリンデルガール」のメンバーだった瑞季と鈴木裕乃に代わり、新たに小林歌穂と中山莉子を加え再結成。 |
| トリオ・ザ・インフルエンザ2（セカンド） | 柏木ひなた 小林歌穂 DJタミフル | 一生 一緒 いいっしょ? | 「トリオ・ザ・インフルエンザ」のメンバーだった松野莉奈に代わり、新たに小林歌穂を加え再結成。       |

| ユニット名       | メンバー          | 楽曲                                                                                      | 備考 |
| ---------------- | ----------------- | ----------------------------------------------------------------------------------------- | --- |
| crossover        | 瑞季 廣田あいか   | Kindness （作詞・作曲・編曲：川口進）                                                     | ユニット名の詳しい由来は不明だが、「crossover」は英語で「交差点」を意味し、そこから発展して「音楽性の融合」を表す。 瑞季の転校後、曲自体は廣田が単独で披露していた。 |
| 鈴木さん安本さん | 鈴木裕乃 安本彩花 | たそがれシアター （作詞：キタムラタケシ、作曲：キタムラタケシ・田上陽一、編曲：田上陽一） | 鈴木の転校後、曲自体は新たに小林歌穂と中山莉子を加え披露された。 |
| スターナッツ     | 星名美怜 杏野なつ | for you （作詞・作曲・編曲：大内正徳）                                                    | ユニット名は「星名（スター）」と「なつ（ナッツ）」が由来。 |

| ユニット名       | メンバー                                | 楽曲                                                                                                   | 備考 |
| ---------------- | --------------------------------------- | --- | --- |
| くっつきブンブン | 安本彩花 廣田あいか 松野莉奈 柏木ひなた | いつかのメイドインジャピャ〜ン （作詞・作曲・編曲：久保田真悟（Jazzin' park）・栗原暁（Jazzin'park）） | ユニット名は4人とも学年が「くっついている（同じ）」ことや、楽屋でいつも「くっついている」ことなどに由来。 初披露後はくっつきブンブンを中心に、他のエビ中メンバーを加えた形で「ファミえん」などの公演で披露されている。 松野の逝去後、「私立恵比寿中学 迎春大学芸会〜forever aiai〜」にてユニットとして復活。松野パートは過去の映像と音声を組み込んだ。 廣田の転校後は、2019年と2021年のFCイベントにて、残る6人のメンバーで歌詞を振り分けた形で披露されている。 |
| おりじねぇたぁ   | 瑞季 真山りか                           | アタリメ （作詞：NA.ZU.NA、作曲：NA.ZU.NA・Jam9、編曲：NA.ZU.NA）                                      | 2人ともグループの初期メン（オリジナル）であることがユニット名の由来。 |
| Postgirls        | 杏野なつ 鈴木裕乃                       | 友情ラブレター （作詞・作曲・編曲：KOH）                                                               | ユニット名は2人の楽曲タイトルから。お手紙を運ぶ郵便局員＝「Postman」に由来。 |

| ひなたでまつの | 柏木ひなた 松野莉奈 | 盆栽ガール （作詞：池田貴史・マネキン先生、作曲：池田貴史） | 番組で共演した池田貴史が楽曲を提供。 |

| ユニット名             | メンバー              | 楽曲                                                                                            | 備考 |
| ---------------------- | --------------------- | ----------------------------------------------------------------------------------------------- | --- |
| Micro Mix Mountain     | 小林歌穂 真山りか     | 宇宙（スペース）戦争宣戦布告 （作詞・作曲：クボナオキ、編曲：鈴木Daichi秀行）                   | ユニット名は「小林（＝Micro）」と「真山（＝Mountain）」が由来。 |
| 元祖トータルスロットル | 安本彩花 星名美怜     | sky is the limit （作詞：藤本和則・Akira&、作曲：藤本和則・羽山匠、編曲：ALKA-LINE for D.O.C.） | 詳しいユニット名の由来は不明だが、グループの中で、より歌やダンスに対して全力（フルスロットル）で取り組んでいることが由来のひとつ。                                                  |
| おひたし               | 廣田あいか 柏木ひなた | 光年の愛 （作詞・作曲：小倉しんこう、編曲：梅原新）                                             | ユニット名は「ひろた（廣田）」と「ひなた」で「ひ」を足していっていることに由来。 廣田転校前の、2017年12月17日の大阪・放送芸術学院専門学校にて行われたトークショーでサプライズ披露。 |
| 狂騒と緊迫             | 松野莉奈 中山莉子     | アパレルダーV （作詞・作曲・編曲：大内正徳）                                                    | 2人の性格がユニット名の由来（「狂騒」＝騒がしい＝松野。「緊迫」＝緊張しい＝中山）。                                                                                                 |

| ユニット名         | メンバー                     | 楽曲                                                                                    | 備考 |
| ------------------ | ---------------------------- | --------------------------------------------------------------------------------------- | --- |
| ぷくぷく           | 真山りか 安本彩花 松野莉奈   | 新大陸 （作詞・作曲・編曲：さつきがてんこもり                                           | ユニット名は作曲者：さつきがてんこもりが命名。イメージはクマノミ。                                                                                |
| サンカクカニタさん | 廣田あいか 星名美怜          | んでなークリスマス （作詞：オークラ、作曲：角田晃広・カンケ、編曲：柏崎三十郎）         | ユニット名は作曲者：角田晃広（東京03）が命名。イメージはカニ。                                                                                    |
| 平成いそきんトリオ | 柏木ひなた 小林歌穂 中山莉子 | たまげた恋のエルニーニョ （作詞・作曲：尾形回帰、編曲：西井慶太・武田将幸・ハジメタル） | ユニット名は作曲者：尾形回帰が命名。イメージはいそぎんちゃく。 2017年10月26日に行われた「中山莉子の生誕祭。」では、この曲を中山一人で歌い上げた。 |

| メンバー            | 楽曲 | 備考 |
| ------------------- | --- | --- |
| 安本彩花 柏木ひなた | 1日目「中目黒の冬風・・・NAMIDA」 （作詞・作曲：前山田健一、編曲：徳田光希） 2日目「b.l.a.c.k_h.O.l.e」 （作詞・作曲・編曲：西寺郷太） 3日目「リフレインが、ずっと」 （作詞・作曲・編曲：内田万里） | 3ユニットに分かれ、3曲を日替わりで披露した。 楽曲は5thアルバム「MUSiC」（初回生産限定盤B）のCD2に収録。 |
| 真山りか 星名美怜   | 1日目「b.l.a.c.k_h.O.l.e」 2日目「リフレインが、ずっと」 3日目「中目黒の冬風・・・NAMIDA」 | 3ユニットに分かれ、3曲を日替わりで披露した。 楽曲は5thアルバム「MUSiC」（初回生産限定盤B）のCD2に収録。 |
| 小林歌穂 中山莉子   | 1日目「リフレインが、ずっと」 2日目「中目黒の冬風・・・NAMIDA」 3日目「b.l.a.c.k_h.O.l.e」 | 3ユニットに分かれ、3曲を日替わりで披露した。 楽曲は5thアルバム「MUSiC」（初回生産限定盤B）のCD2に収録。 |

| ユニット名     | メンバー                                       | 楽曲                                                              | 備考                                     |
| -------------- | ---------------------------------------------- | ----------------------------------------------------------------- | ---------------------------------------- |
| 高学年メンバー | 真山りか 安本彩花 星名美怜 小林歌穂 中山莉子   | Hello another world （作詞・作曲：清水葉子、編曲：Kuboty）        | 楽曲は8thアルバム「indigo hour」に収録。 |
| 低学年メンバー | 桜木心菜 小久保柚乃 風見和香 桜井えま 仲村悠菜 | STAY POP （作詞・作曲：長沢知亜紀・ペンギンス、編曲：ペンギンス） | 楽曲は8thアルバム「indigo hour」に収録。 |

| メンバー                     | 楽曲                                                                      | 備考 |
| ---------------------------- | ------------------------------------------------------------------------- | --- |
| 真山りか 安本彩花            | 明日 （作詞：黒沢薫、作曲：黒沢薫・細井涼介、編曲：細井涼介）             | 同期メンバーごとに4つのユニットを結成。 楽曲は15thシングル「SCHOOL DAYS」に形態別で収録。 （0305盤、1112盤、131415盤、1617盤） |
| 小林歌穂 中山莉子            | 君のそーゆーとこ （作詞：柿沼雅美、作曲・編曲：木村孝明）                 | 同期メンバーごとに4つのユニットを結成。 楽曲は15thシングル「SCHOOL DAYS」に形態別で収録。 （0305盤、1112盤、131415盤、1617盤） |
| 桜木心菜 小久保柚乃 風見和香 | 王様の耳はパンの耳 （作詞・作曲・編曲：MHRJ）                             | 同期メンバーごとに4つのユニットを結成。 楽曲は15thシングル「SCHOOL DAYS」に形態別で収録。 （0305盤、1112盤、131415盤、1617盤） |
| 桜井えま 仲村悠菜            | すたーてぃん （作詞：柿沼雅美、作曲：湯原聡史・水島康貴、編曲：湯原聡史） | 同期メンバーごとに4つのユニットを結成。 楽曲は15thシングル「SCHOOL DAYS」に形態別で収録。 （0305盤、1112盤、131415盤、1617盤） |